# Шифф, Мориц
Мориц Шифф (28 января 1823[…], Франкфурт-на-Майне — 6 октября 1896[…], Женева) — немецкий физиолог.

## Биография
Учился у Фридриха Тидемана в университете Гейдельберга и под его влиянием занялся общими биологическими вопросами.
В 1844 году доктор гёттингенского университета, затем состоял управляющим орнитологическим отделением зоологического музея во Франкфурте. В 1848 г. участвовал в революционном движении в качестве врача повстанцев.
В 1854 году был назначен профессором сравнительной анатомии в Берне, в 1863 г. — профессором физиологии во Флоренции, где его главным ассистентом был А. А. Герцен, и в 1876 г. профессором физиологии в Женеве.
Изучал гликогенную функцию печени, влияние селезёнки на процессы в двенадцатиперстной кишке, явления возбуждения в нервах и мышцах. Много внимания уделял физиологии нервной системы. Исследовал функции блуждающего нерва, центров коры полушарий и вопросы нервной трофики. Его можно считать одним из предшественников учения о нервной трофике, так как он впервые провёл экспериментальные исследования об изменениях на слизистой желудка при оперативном повреждении некоторых частей мозга, о трофических нарушениях глазного яблока при повреждении тройничного нерва и пр.